# Detektor (pořad)
Detektor je pořad, který od začátku roku 2008 vysílala Česká televize. Pořad se měl zabývat odhalováním různých záhad, konkrétně hodlal zprostředkovávat a zkoumat nejvýznamnější a také nejzáhadnější otázky ze světa vědy, umění a společenského života, které jsou dodnes zahaleny řadou tajemství. Pořad se stal terčem protestů českých vědců, neboť podle nich porušoval zásady kritického myšlení, autoři si mnohé záhady sami vymysleli, k navození dojmu objektivity zneužili skutečných odborníků a seriózních novinářů a vůbec se nepokusili odborníky s pseudovědci konfrontovat. Rada České televize se poté vyjádřila, že kritiku vnímá a pořad „prochází změnami“. 19. března 2008 ČT pořad pozastavila. Producent Petr Vachler však protestoval.

## Odvysílané díly
- Tunguzský meteorit a Pán blesků (8. ledna 2008)
- Záhada ztraceného rukopisu (15. ledna)
- Osudové kopí a Adolf Hitler (22. ledna)
- Experiment Filadelfia (29. ledna)
- Tajemství kamenných koulí (5. února)
- Kruhy v obilí (12. února)
- Neznámý Staroměstský orloj (19. února)
- Tajné zbraně Třetí říše (26. února)
- Golem (4. března)
- Ufo – Projekt Odhalení (11. března)
- Tajemství automatické kresby (18. března)

Dne 19. března 2008 bylo vysílání pořadu zrušeno.

## Kritika
Pořad v otevřeném dopise zaslaném Radě České televize napadla v únoru 2008 Rada pro popularizaci vědy AV ČR. Konstatuje v něm, že „tento pořad je tím nejpokleslejším, jaký ČT v posledních letech vysílala“, že „autoři mnohé záhady vymýšlejí, k jejich rozvinutí používají esoteriky a další nejrůznější pseudovědce, přičemž k navození údajné objektivity zneužívají skutečné odborníky a seriózní novináře (kterým však neřeknou, v jakém pořadu mají účinkovat) a vůbec se nepokusí vědce a pseudoodborníky na obrazovce konfrontovat“ a že „Seriál Detektor je směsí výmyslů a lží, které nemají s reálným světem nic společného a záměrně klamou diváky.“
Ke kritice se kromě dalších vědeckých organizací a organizací na podporu vědy (např. Spolku SISYFOS) připojila i řada komentátorů v tisku. Někteří označili za „komediální pořad“ či „pořad zkoumající manipulovatelnost diváků České televize“, který porušuje „základní profesní zásady tvorby podobných pořadů, kde se pracuje s hypotézami – tedy nastudovat si veškeré podklady a přizvat oponenty“.